# Freundschaftsladen

Foreign Exchange Certificate zu 1 Yuan

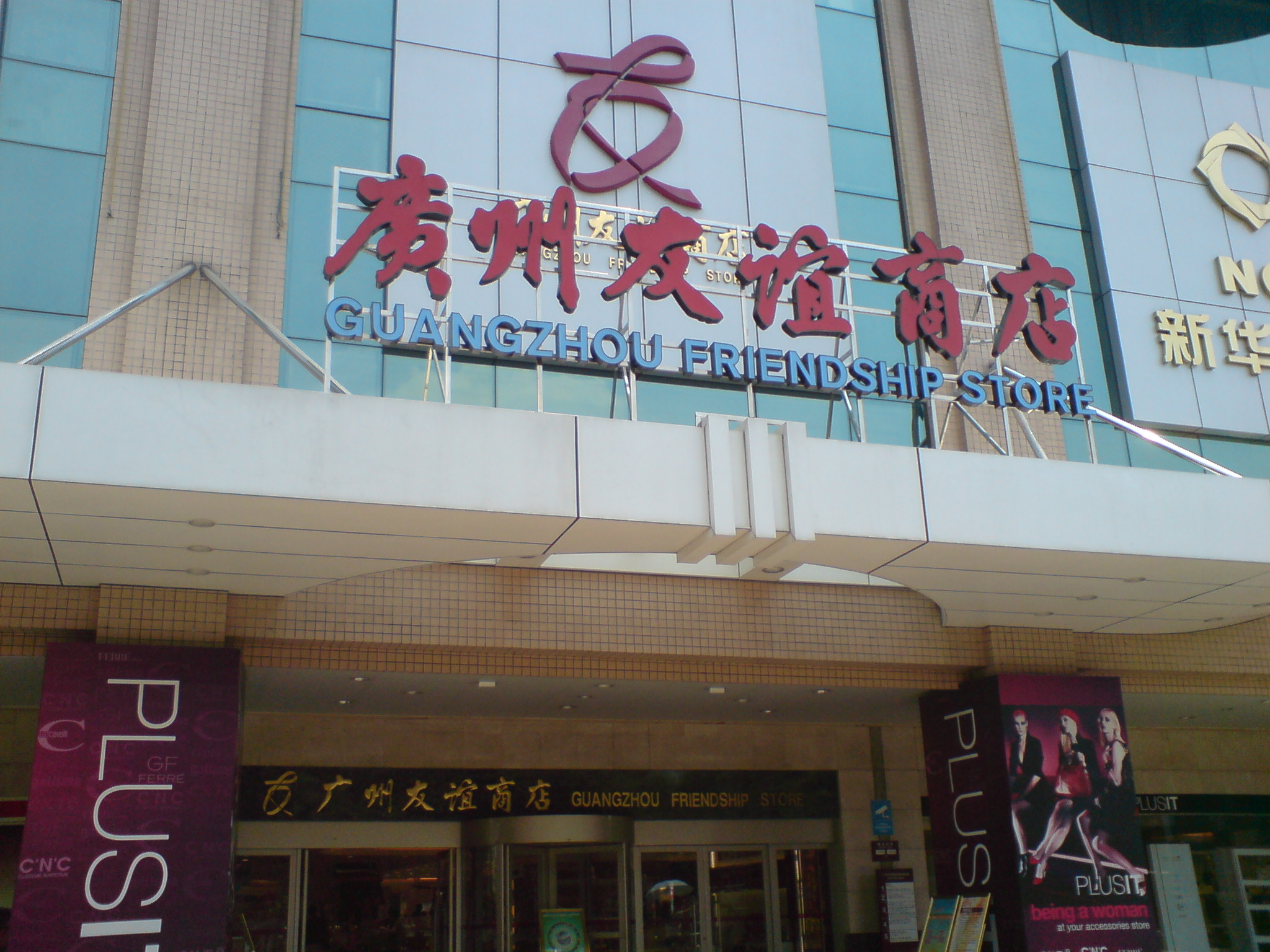
Guangzhou Friendship Store

Ein Freundschaftsladen (chinesisch 友誼商店 / 友谊商店, Pinyin Yǒuyì Shāngdiàn, W.-G. Yu-i Shang-tian, englisch Friendship Store) ist eine staatliche chinesische Ladenkette, die ursprünglich ausschließlich Waren an ausländische Besucher, Touristen, Diplomaten und Regierungsbeamte verkaufte, jetzt aber für die Öffentlichkeit zugänglich ist. 
In den 1950er Jahren entstanden die ersten Freundschaftsläden, in denen ein ausgewählter Personenkreis importierte Waren, auch aus der westlichen Welt, kaufen konnte. Früher konnte man beispielsweise in Freundschaftsläden Erdnussbutter und chinesische Gemälde kaufen. Die Preise westlicher Produkte waren importbedingt deutlich höher als im Ursprungsland. Käufer hatten keine andere Wahl, da bestimmte Waren nur in Freundschaftsläden erhältlich waren. In den Geschäften konnte nur mit Devisenzertifikaten bezahlt werden. Heute gibt es in der Volksrepublik China nur noch wenige Freundschaftsläden. Diese sind in Peking, Tianjin, Shanghai und Guangzhou zu finden. Die meisten wurden in den 1990er Jahren aufgrund der Abschaffung von Devisenzertifikaten im Land geschlossen. Es ist mittlerweile üblich, Renminbi in Geschäften zu verwenden.
Der Freundschaftsladen in Peking an der Chang'an-Allee (Chang’an lu) ist der größte seiner Art in China.